# 송신기
송신기(transmitter)는 통신 시스템에 있어서 신호를 전송하는 장치에 해당한다. 송신기가 전송한 신호는 채널을 통과해 수신기에 도달하게 된다.

## 수학적 모델링
송신 신호는 {\displaystyle {0,1}} 구성된 이진수 또는 가우시안 분포 신호로 자주 모델링 한다. 이진수로 송신하는 방식을 BPSK 시그널링이라고도 한다. 가우시안 분포 신호로 모델링하는 것은 통계학적 특성을 쉽게 구하기 위해 많이 사용한다. 예를 들면 통신 채널의 정보량을 분석할 때도 가우시안 분포를 자주 가정한다. 한편, 가산잡음으로 구성된 통신 채널에서 가우시안 분포 시그널링이 이론상으로는 최적이지만, 구현의 복잡도를 고려하여 BPSK 등 단순화된 시그널링이 많이 사용된다.

## 같이 보기
- 수신기